# 770 a.C.
Séculos: (Século IX a.C. - Século VIII a.C. - Século VII a.C.)
775 a.C. - 774 a.C. - 773 a.C. - 772 a.C. - 771 a.C.
- 770 a.C. - 769 a.C. - 768 a.C. - 767 a.C. - 766 a.C. - 765 a.C.

## Eventos
- Consolidação da Dinastia Zhou em terras mais orientais, na China, após a queda de Haojing.
- Nuraghi (castelos de pedra) na Sardenha.